# Буфало чорний
Буфало чорний (Ictiobus niger) — риба родини чукучанових (Catostomidae). Ареал охоплює Північну Америку: нижні Великі озера і басейн річки Міссісіпі від Мічигану і Огайо до Південної Дакоти, на південь до Луїзіани; також у басейнах річок Бразос, Ріо-Гранде, озері Себін, води штатів Техас і Нью-Мексико, також у Мексиці. Штучно інтродукований до України. Прісноводна демерсальна риба, що сягає 123 см завдовжки.